# Velmo

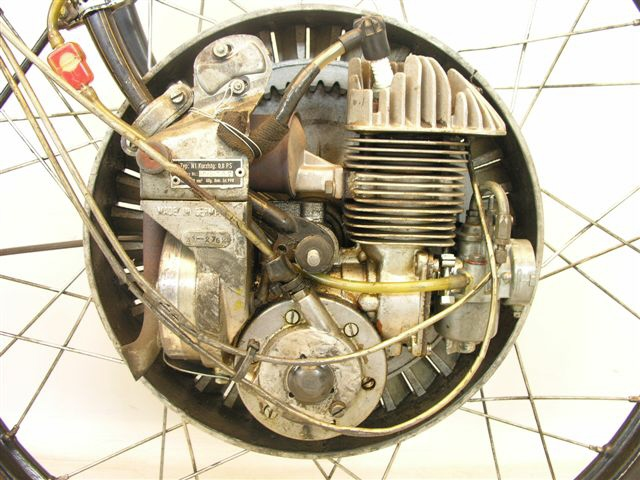
Motorblok van een Velmo

Velmo is een Duits historisch merk van hulpmotoren.
De bedrijfsnaam was Velmo Motoren GmbH.
Duits merk dat in 1951 een hulpmotor op de markt bracht die door ing. Alexander von Löwis was ontwikkeld. Deze motor was geheel ingekapseld en in het voorwiel gemonteerd.
Een tweede versie van de Velmo werd vanaf 1952 in Ladeburg gemaakt door de Nordap Kraft-fahrzeuge GmbH die hem onder de naam Nordap uitbracht. Waarschijnlijk werd de productie al in 1953 beëindigd.